# عبد الملك العباسي
عبد الملك بن صالح بن علي بن عبد الله بن العباس أمير من بني العباس، ولاه الهادي إمرة الموصل سنة 169 هــ . وعزله الرشيد سنة 171 هـ ، ثم ولاه المدينة والصوائف ، وولاه مصر مدة قصيرة، فلم يذهب إليها، وولاه دمشق فأقام فيها أقل من سنة، وبلغه أنه يطلب الخلافة، فحبسه ببغداد سنة 187 هـ، ولما مات الرشيد أطلقه الأمين وولاه الشام والجزيرة سنة 193 هـ، فأقام بالرقة أميراً إلى أن توفي.

## من صفاته
كان من أفصح الناس وأخطبهم له مهابة وجلالة، قيل ليحيى بن خالد البرمكي -لما ولى الرشيد عبد الملك على المدينة-: كيف ولاه المدينة من بين أعماله ؟ فقال: "أحب أن يباهي قريشاً ويعلمهم أن في بني العباس مثله"، ولا تخلو هذه الكلمة من التحريض عليه.

## وفاته
توفي في الرقة عام 196 هـ - 811 م

## وصلات داخلية
بني العباس